# Cecilia Britto
Cecilia Catherine Britto (Posadas) é uma advogada e política argentina filiada à Frente de Todos. Ocupou interinamente o cargo de presidenta do Parlamento do Mercosul (Parlasul) de 8 de maio a 7 de junho de 2023, tornando-se a primeira mulher a exercer a presidência do organismo.
Desde 2015 é Parlamentar do Mercosul. Em agosto de 2022, assumiu a vice-presidência da delegação argentina do Parlasul.